# فرودگاه سر مارشال دان هانتر
فرودگاه سر مارشال دان هانتر (به انگلیسی: Marshall Don Hunter Sr. Airport) یک فرودگاه همگانی با کد یاتا MLL است که یک باند فرود شن دارد و طول باند آن ۹۷۶ متر است. این فرودگاه در شهر مارشال، آلاسکا کشور ایالات متحده آمریکا قرار دارد و در ارتفاع ۳۱ متری از سطح دریا واقع شده‌است.